# Metasia
Metasia är ett släkte av fjärilar. Metasia ingår i familjen Crambidae.

## Bildgalleri

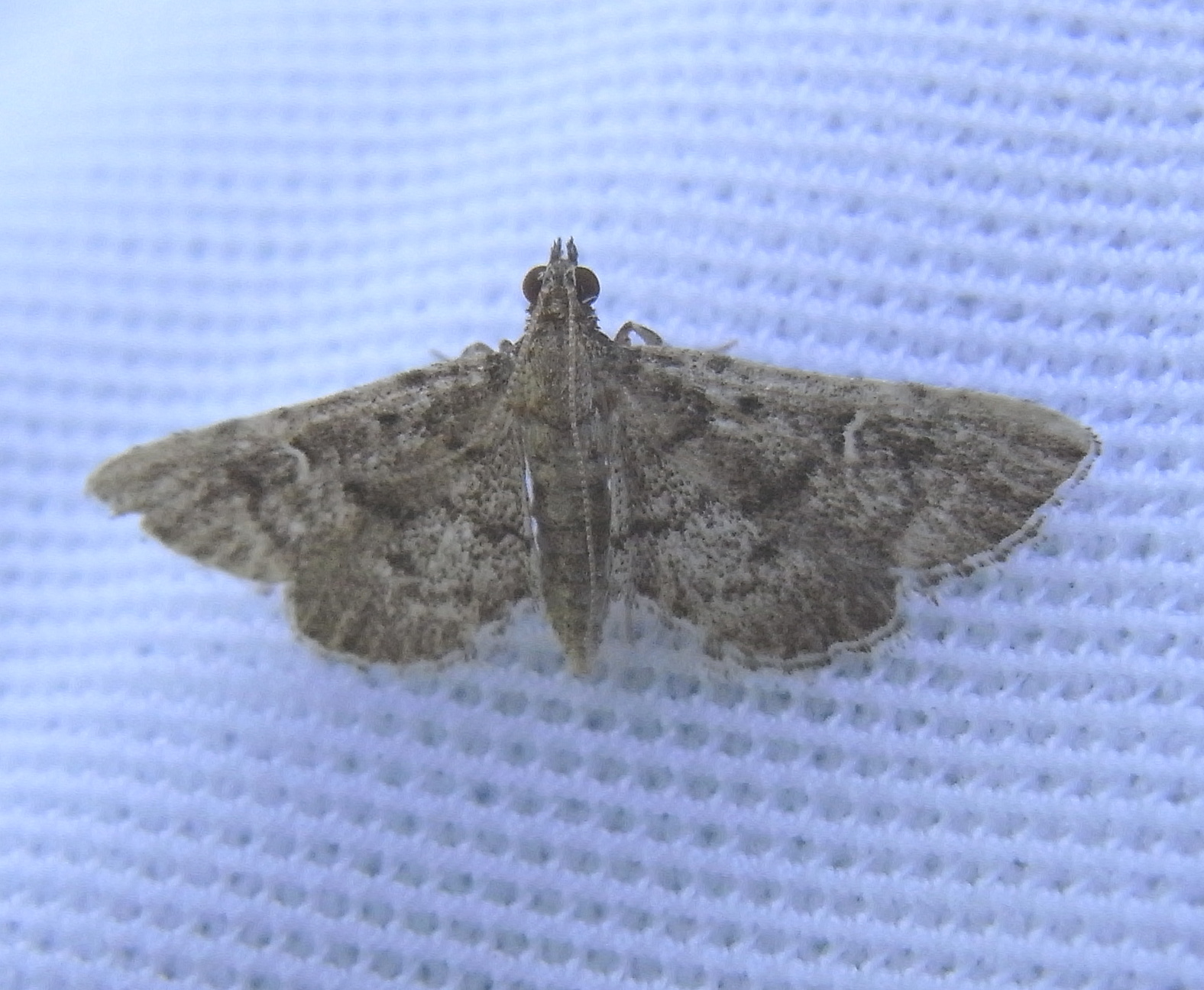
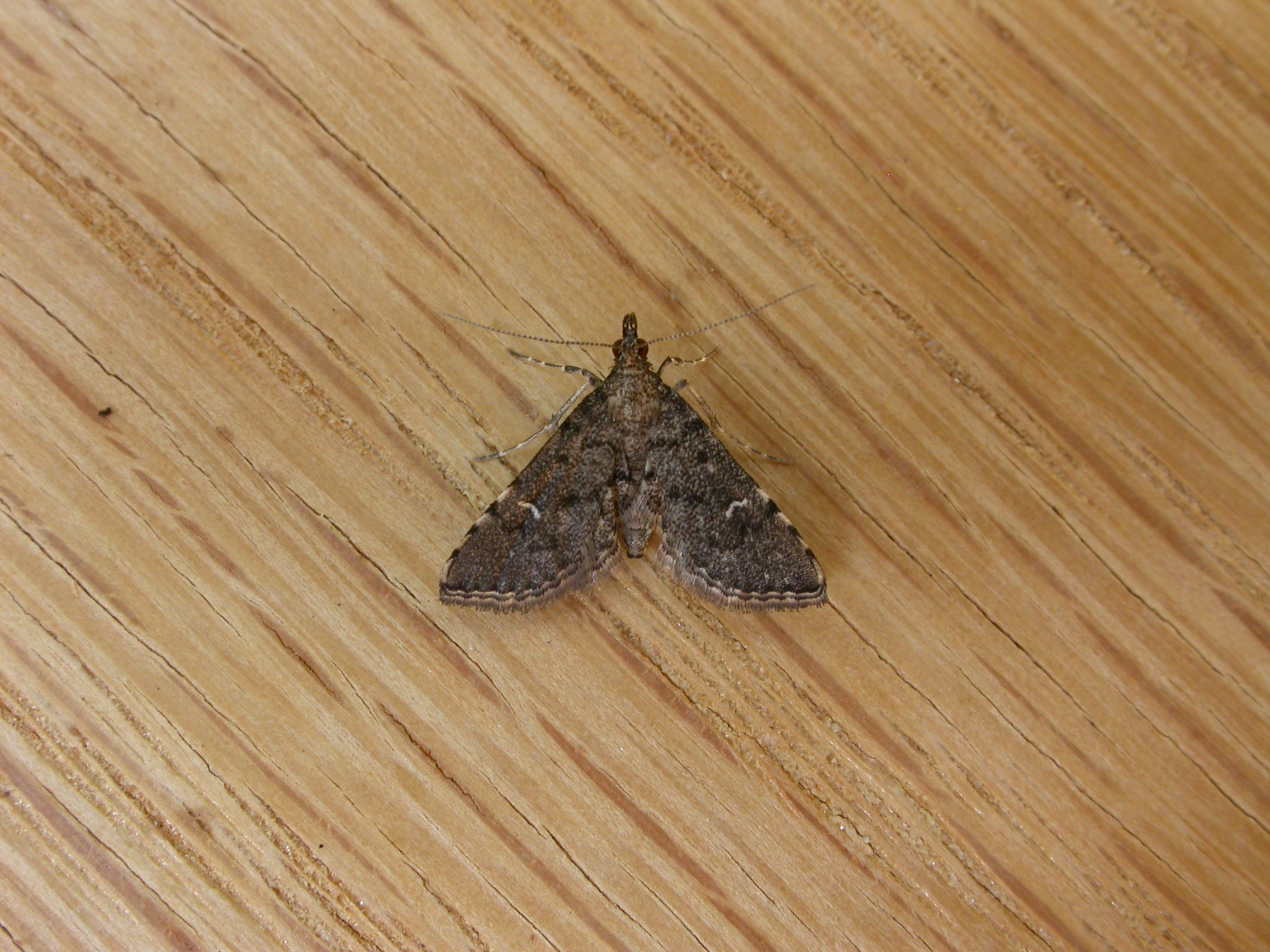
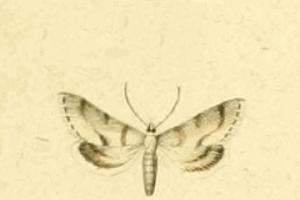
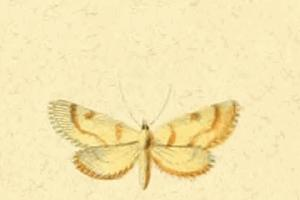
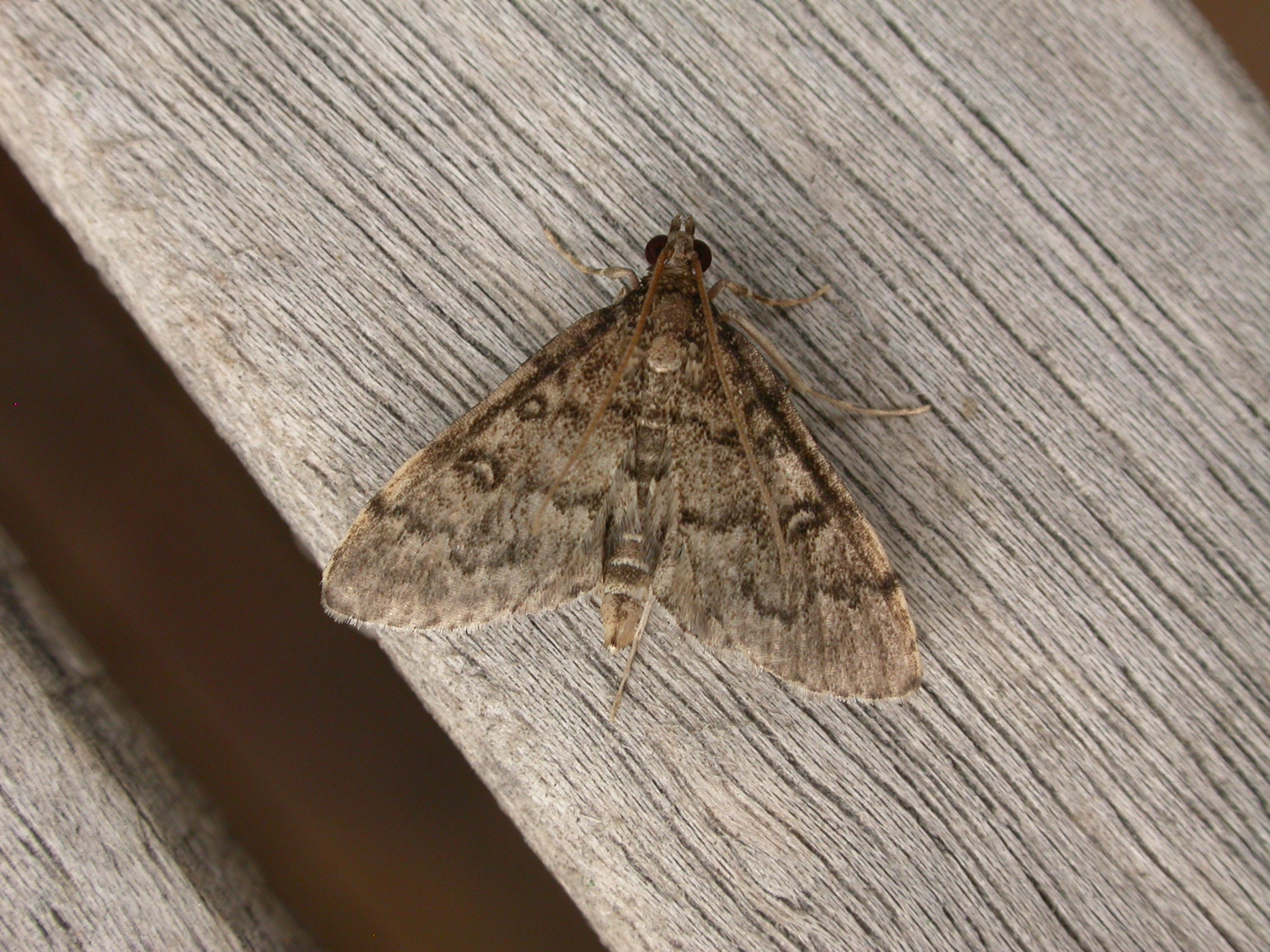
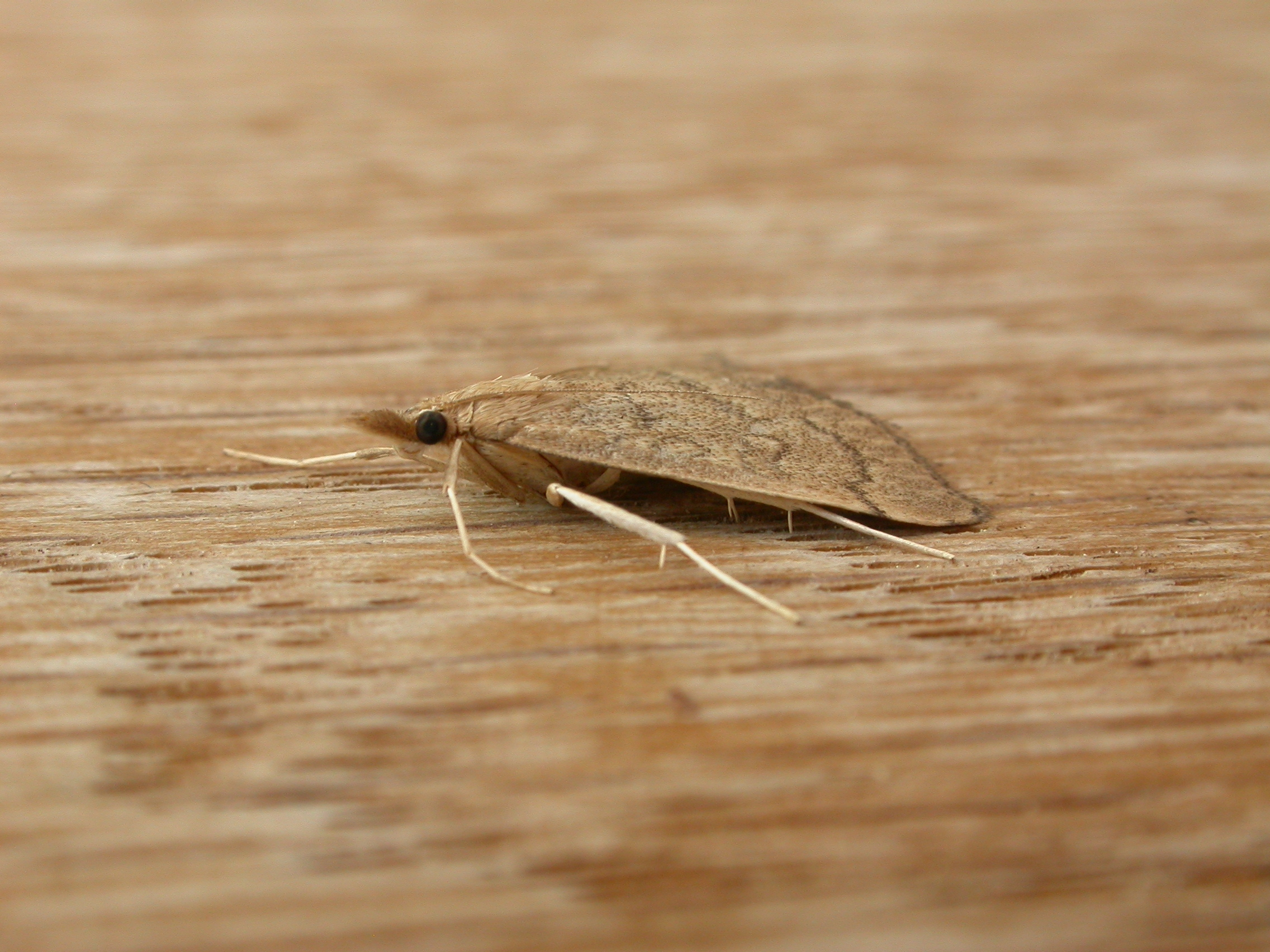

## Dottertaxa tillMetasia, i alfabetisk ordning[1]
- Metasia acharis
- Metasia adelalis
- Metasia afrarcha
- Metasia albicostalis
- Metasia albula
- Metasia alvandalis
- Metasia angustipennis
- Metasia annuliferalis
- Metasia aphrarcha
- Metasia arida
- Metasia asphycta
- Metasia asymmetrica
- Metasia ateloxantha
- Metasia belutschistanalis
- Metasia berytalis
- Metasia bilineatella
- Metasia capnochroa
- Metasia carnealis
- Metasia chionostigma
- Metasia comealis
- Metasia continualis
- Metasia corsicalis
- Metasia criophora
- Metasia crocophara
- Metasia cuencalis
- Metasia cypriusalis
- Metasia cyrnealis
- Metasia cyrnomelaina
- Metasia diplophragma
- Metasia dyrocausta
- Metasia ecbleta
- Metasia ectodontalis
- Metasia empelioptera
- Metasia eremialis
- Metasia exculta
- Metasia familiaris
- Metasia farsalis
- Metasia fulvilinealis
- Metasia galbina
- Metasia gigantalis
- Metasia gnorisma
- Metasia goundafalis
- Metasia hemicirca
- Metasia hodiusalis
- Metasia holoxanthia
- Metasia homogama
- Metasia homophaea
- Metasia hymenalis
- Metasia ibericalis
- Metasia infidalis
- Metasia inustalis
- Metasia kasyi
- Metasia kurdistanalis
- Metasia laristanalis
- Metasia liophaea
- Metasia medialis
- Metasia mendicalis
- Metasia mimicralis
- Metasia minimalis
- Metasia morbidalis
- Metasia mosaica
- Metasia mzabi
- Metasia ochrochoa
- Metasia olbienalis
- Metasia ophialis
- Metasia oranalis
- Metasia orphnopis
- Metasia paganalis
- Metasia pagmanalis
- Metasia parvalis
- Metasia perirrorata
- Metasia phragmatias
- Metasia phthoneropis
- Metasia prionogramma
- Metasia profanalis
- Metasia pseudocontinualis
- Metasia punctimarginalis
- Metasia rosealis
- Metasia roseocilialis
- Metasia rubricalis
- Metasia sabulosalis
- Metasia sardinica
- Metasia sefidalis
- Metasia segestusalis
- Metasia serrulata
- Metasia sinuifera
- Metasia straminealis
- Metasia strangalota
- Metasia subtilialis
- Metasia suppandalis
- Metasia thanatella
- Metasia thelcteria
- Metasia trophoessa
- Metasia tumidalis
- Metasia typhodes
- Metasia ustalis
- Metasia vanina
- Metasia vendetta
- Metasia vicanalis
- Metasia viperalis
- Metasia virginalis
- Metasia xenogama
- Metasia younesalis
- Metasia zinckenialis